# 板橋区立赤塚新町小学校
板橋区立赤塚新町小学校（いたばしくりつ あかつかしんまちしょうがっこう）は東京都板橋区赤塚新町3丁目にある公立小学校。

## 沿革
- 1983年（昭和58年）
  - 4月1日 - 開校。開校時点の児童数・学級数は、1学年から5学年と心障学級合わせて11学級・330名。
  - 5月11日 - 校章制定。
  - 6月23日 - この日（6月23日）を開校記念日と制定。同日、校旗披露。
- 1984年（昭和59年）
  - 4月26日 - PTA結成。
  - 11月26日 - 校歌制定。
- 1985年（昭和60年）3月25日 - 第1回卒業式挙行。最初の卒業生は64名。
- 1993年（平成5年）11月27日 - 創立10周年記念式典挙行。
- 1996年（平成8年）8月30日 - コンピュータルーム完成。
- 1998年（平成10年）6月22日 - 創立15周年記念集会開催。
- 2002年（平成14年）8月 - この月から9月まで、校庭改修工事（板橋区内では初となるスプレーガンの設置）。
- 2003年（平成15年）11月1日 - 創立20周年記念式典挙行。
- 2005年（平成17年）9月16日 - 校舎・体育館外壁塗装工事完了。
- 2007年（平成19年）9月15日 - 冷暖房設置工事完了。
- 2008年（平成20年）
  - 9月8日 - 体育館床改修工事完了。
  - 10月10日 - 創立25周年記念児童集会開催。
- 2011年（平成23年）8月24日 - 校庭改修・校庭芝生化工事完了。
- 2012年（平成24年）6月30日 - 学校支援地域本部設置。
- 2013年（平成25年）
  - 6月21日 - 創立30周年記念児童集会開催。
  - 10月19日 - 創立30周年記念子どもまつり開催。
  - 11月16日 - 創立30周年記念式典挙行。同日、創立30周年記念植樹式挙行。
- 2014年（平成26年）4月1日 - あいキッズ開始。
- 2018年（平成30年）3月12日 - プール改修工事完了。
- 2023年（令和5年）
  - 11月18日 - 創立40周年記念児童集会開催。
  - 11月23日 - 創立40周年記念式典挙行。

## 教育目標
- ○かしこく
  - 筋みちの通った考え方をし、正しい判断力を身につけ、それらの考えや判断を意欲をもって実践する児童を育てる。
- ○つよく
  - 常に希望をもち、明るく健康な心と体をもった心身ともにたくましい児童を育てる。
- ○あたたかく
  - 自然や文化を愛し、生命を尊重し、相手に対して心のこもった行動のとれる、情操豊かな児童を育てる。

## 学区
出典
- 赤塚新町2丁目（11番～17番）
- 赤塚新町3丁目（1番～16番・29番・31番～36番）

## 進学先中学校
出典
公立中学校に進学する場合
- 板橋区立赤塚第三中学校

## 周辺
本校校地南側は板橋区と練馬区の区境線となっているため、『◯』が付されている施設は練馬区に所在する。
- UR都市再生機構光が丘パークタウンゆりの木通り北 - 敷地が隣接。
- 東京都立光が丘公園 - 公園敷地の北東側が板橋区に位置する。
- ◯UR都市再生機構光が丘パークタウンゆりの木通り南 - 道路をはさんで、敷地が隣接。
- ◯練馬区立光が丘第八小学校
- 赤塚新町光が丘集会所
- 板橋区光が丘防災備蓄倉庫
- 板橋区立赤塚新町公園
- TSUTAYA光が丘店
- コモディイイダ赤塚新町店
- どらっぐぱぱす赤塚新町店

## 交通
- 国際興業バス「石03」・西武バス「練47」の各系統で、「帳元」停留所より、
  - のりば1（石神井公園駅北口行(国際)・成増駅南口方面行(西武)）から、徒歩約535m・約8分。
  - のりば2（練馬北町車庫行(国際)・春日町方面行(西武)）から、徒歩約580m・約9分。
- 東京メトロ有楽町線・副都心線地下鉄赤塚駅（出口2）から、徒歩約920m・約14分。
- 東武鉄道東上線下赤塚駅（南口）から、徒歩約1.1km・約17分。